# Дарендели Мехмед-паша
Дарендели Джебеджиза́де Мехмед-паша (тур. Darendeli Cebecizade Mehmed Paşa; ум. 7 апреля 1784) — османский государственный деятель, великий визирь с 5 января 1777 по 1 сентября 1778 года.

## Биография
Дарендели Мехмед-паша был сыном Махмуда-аги, но сведения о большей части его жизни противоречивы. В декабре 1749 года Мехмед-паша был назначен наместником Мардина при участии своего дяди Сары Абдуррахмана-паши. Из-за отсутствия документов того периода невозможно установить точной даты назначения Мехмеда-паши на должность капыджи-баши (глава дворцовых привратников). Согласно «Исламской энциклопедии» существует ошибочная версия, что Мехмед-паша занимал должность мирахура.
5 января 1777 года Дарендели Мехмед-паша был назначен на должность великого визиря, сменив на этом посту отправленного в отставку Яглыкджызаде Дервиша Мехмеда-пашу. Новый великий визирь произвёл перемены, назначив новых лиц на должности кетхюды и аги янычар. В октябре 1777 года Мехмед-паша отдал приказ о казни господаря Молдавии Григория III Гику. Дарендели Мехмед-паша укрепил Измаил, Бендеры и Хотин, увеличив в этих крепостях количество солдат и припасов, а также укрепил границу с Российской империей. 
1 сентября 1778 года Дарендели Мехмед-паша был отправлен в отставку с поста великого визиря и сослан на остров Тенедос. Позже Мехмед-паша был назначен санджак-беем и мухафизом Лепанто (1778–1779) и санджак-беем Джидды (1779), но вскоре после назначения он подал в отставку. Великий визирь Каравезир Сейид Мехмед-паша принял его отставку и назначил вид на жительство в городе Даренде. 8 февраля 1784 года Дарендели Мехмед-паша был назначен губернатором Эрзурума, но 7 апреля того же года скончался во время подготовки к отъезду.
Дарендели Мехмед-паша был похоронен в Даренде, к югу от мечети, которую он построил. После его смерти часть его имущества, кроме денег, драгоценностей и домашних животных, досталась его родственникам.

## Личность и благотворительность
В источниках Дарендели Мехмед-паша описан, как «компетентный, опытный и достойный визирь, которому на тот момент было более 70 лет». В городе Даренде по его приказу был построен социальный комплекс, который включал в себя мечеть, медресе и библиотеку. От мечети, которая претерпела множество ремонтов, остался один минарет с тонким корпусом. 
Дарендели Мехмед-паша построил несколько сооружений, среди которых был хаммам для мечети Секбанбаши Якуба-аги. Он занимался благотворительностью, совершая пожертвования в вакфы Аварыза и Харемейн.